# Zhen Zhao
Zhen Zhao (Hunan, 1979), conocida en España como Mari-Zhen “La Perlita de Hunan”, es la primera china bailaora, cantaora y profesora de flamenco. Conoció el flamenco cuando vivía en Francia y decidió viajar a España para estudiar con los maestros del baile flamenco incluyendo Matilde Coral, Merche Esmeralda, La Farruca, Andrés Marín y Rosario Toledo.
Gracias a una beca de la Fundación Cristina Heeren de Arte Flamenco dirigida por Fernando Iwasaki Cauti, estudió en Sevilla con artistas de la talla de Calixto Sánchez, José de la Tomasa, Francisco José Arcángel Ramos y Paco Taranto. La perlita fue la primera cantaora china en España. 
Su primera compañía de flamenco, La Solería, se fundó en Lyon en 2007. Actuó en varias ocasiones en Europa y China. Comenzó a dar clases de baile flamenco ese mismo año.
La perlita ha impartido varios talleres y cursos en Shanghái, Guangzhou y Hong Kong. Ha dado conferencias en la Universidad de Pekín y en el Gran Teatro Nacional de China. Es la fundadora de la Casa Flamenco en Pekín, donde se enseña baile, canto y guitarra flamenca. Como coreógrafa, participó en distintos bailes y obras de teatro.  